# Відрадне (Мелітопольський район)
Відра́дне —  село в Україні, у Мелітопольському районі Запорізької області. Входить до складу Терпіннівської сільської громади. Населення становить 73 осіб. До 2020 року орган місцевого самоврядування - Промінівська сільська рада.

## Географія
Село Відрадне знаходиться на правому березі річки Юшанли, вище за течією на відстані 0,5 км розташоване село Волошкове, нижче за течією примикає село Українське, на протилежному березі - село Широкий Лан.

## Населення

### Мова
Розподіл населення за рідною мовою за даними перепису 2001 року:
| Мова       | Кількість | Відсоток |
| ---------- | --------- | -------- |
| російська  | 54        | 73.97%   |
| українська | 19        | 26.03%   |
| Усього     | 73        | 100%     |